# 大屋橋
大屋橋（おおやばし）は、千曲川に架かる全長107.8m・幅員6.5mの道路橋梁である。長野県上田市に架かる橋としては上田橋に次いで古い橋で国道152号路線区間で最初の橋である。

## 概要
- 区間 - 左岸・右岸共に長野県上田市大屋（※同市塩川は橋を過ぎてからわずか数mに位置する。）
- 開通年月日 - 1973年（昭和48年）6月13日 ※現在の橋

大屋橋は河川管理境界となっており、橋より上流側が長野県、下流側が国（国土交通省北陸地方整備局千曲川河川事務所）の管理区間となっている。

## 歴史
現在の上田市大屋と塩川を結ぶ橋は江戸時代から計画されていて元禄年間に土橋が建設されたという記録が残っている。その後渡し舟をへて1867年（慶応3年）9月17日 (旧暦)に跳ね橋が建築され完成を見るがわずか1日で崩落。再び渡し舟となり1882年（明治15年）には舟橋が掛けられていたという歴史を（初代の橋完成まで）重ねていた。
- 1893年（明治26年）4月1日 - 初代の大屋橋完成。初代は土台に至るまですべて木の橋。
- 1896年（明治29年）7月 - 大雨による千曲川大洪水で大屋側が流失。結果解体された。
  - 解体後舟橋で交通を確保していたという。
- 1902年（明治35年）2月25日 - 2代目の大屋橋完成。2代目は土台煉瓦の木橋で5連ガータープレート方式であった。
- 1910年（明治43年）7月 - 大雨による千曲川大洪水で中央の土台流出も補強して使用され続けた。
- 1929年（昭和4年）11月17日 - 3代目の大屋橋完成。3代目は5連曲面平行ポニーワーレン方式で当時としては斬新な橋であった。
- 1930年（昭和5年） - この年2代目の大屋橋が解体された。
- 1973年（昭和48年）
  - 6月13日 - 現在の大屋橋が完成。
  - 6月30日 - 3代目の大屋橋が解体され架け替え完了。

## 周辺
- しなの鉄道線 大屋駅
- 大屋郵便局
- アップルランド
- 西源
- 信州銘醸（清酒明峰・秀峰喜久盛蔵元）